# Marco Pérez Murillo
Pour les articles homonymes, voir Pérez et Murillo.
Marco Pérez Murillo est un footballeur colombien, né le 18 septembre 1990 à Quibdó en Colombie. Il évolue actuellement en Colombie au Deportivo Cali au poste d'attaquant.

## Carrière
- 2006-2011 :  Boyacá Chicó FC
- 2009-2010 :  Gimnasia La Plata (prêt)
- 2010-2011 :  Real Saragosse (prêt)
- 2011 :  Club Atlético Independiente[1]
- 2012 :  Belgrano
- 2012 :  O'Higgins
- 2013-2014 :  Independiente Medellin
- 2014-2019 :  Deportes Tolima
- 2019-2020 :   Al-Raed
- 2021-Aujourd'hui :   Deportivo Cali

## Palmarès

### Clubs
- Boyacá Chicó FC
  - 2008 : Vainqueur du Tournoi d'Ouverture de Colombie
- Deportes Tolima
  - 2014 : Vainqueur du Coupe de Colombie
- Deportes Tolima
  - 2018 : Vainqueur du Tournoi d'Ouverture de Colombie